# Welterbesteig

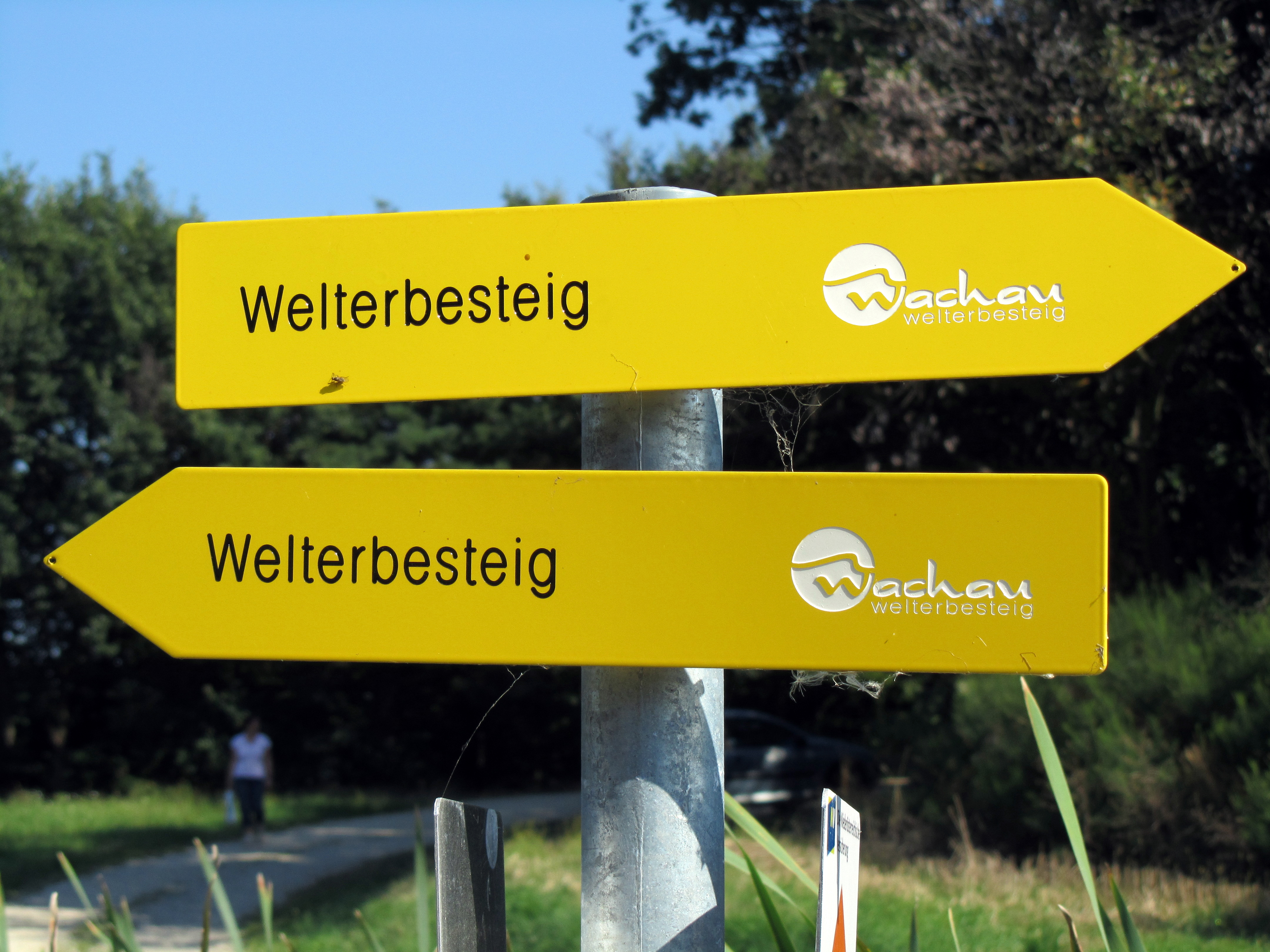
Wegweiser des Welterbesteigs

Der Welterbesteig ist ein 180 Kilometer langer Weitwanderweg in der Wachau. Der Weg verläuft als Rundstrecke auf beiden Ufern der Donau.

## Wegverlauf

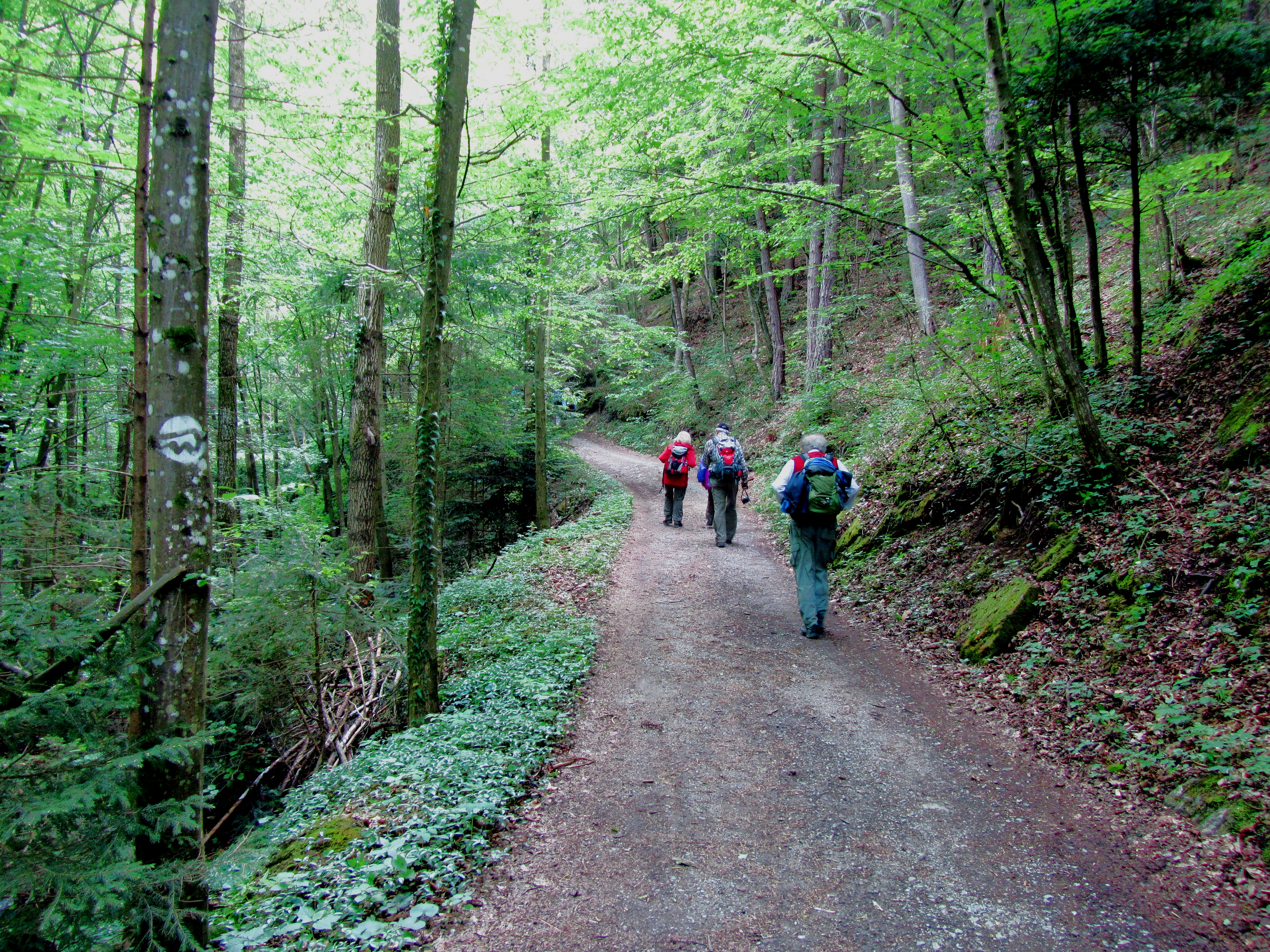
Welterbesteig bei Spitz (Donau)

Der Welterbesteig beginnt und endet in Krems an der Donau. Zunächst verläuft der Weg am nördlichen Donauufer über Dürnstein und Weißenkirchen nach Spitz. Hier verlässt der Weg die Donau und folgt dem Spitzer Graben nach Mühldorf, um von dort auf den Jauerling zu steigen. Über Maria Laach geht es zurück zur Donau nach Aggsbach Markt und Emmersdorf.
Der Wanderweg überquert die Donau auf der Staumauer des Donaukraftwerks Melk und führt am Südufer nach Melk zu dem bekannten Benediktinerstift. Anschließend verläuft der Welterbesteig durch den Dunkelsteinerwald über Schönbühel an der Donau und Aggsbach Dorf zur Burgruine Aggstein. Im weiteren Verlauf erreicht der Weg Hofarnsdorf und Rossatz, um schließlich über Oberbergern das Benediktinerstift Göttweig zu erreichen.
Zuletzt führt der Welterbesteig über Mautern an der Donau und die Donaubrücke nach Stein an der Donau und zurück zum Ausgangspunkt in Krems.

### Etappen
- Etappe 1: von Krems nach Dürnstein. 12,4 Kilometer, 490 Höhenmeter, 4:30 Stunden
- Etappe 2: von Dürnstein nach Weißenkirchen. 16,0 Kilometer 736 Höhenmeter, 6:00 Stunden
- Etappe 3: von Weißenkirchen nach Spitz. 10,5 Kilometer, 503 Höhenmeter, 4:00 Stunden
- Etappe 4: von Spitz nach Mühldorf (Spitzer Graben). 11,3 Kilometer, 496 Höhenmeter, 4:00 Stunden
- Etappe 5: von Mühldorf über den Jauerling nach Maria Laach. 12,8 Kilometer, 808 Höhenmeter, 5:30 Stunden
- Etappe 6: von Maria Laach nach Aggsbach Markt. 7,1 Kilometer, 81 Höhenmeter, 2:15 Stunden
- Etappe 7: von Aggsbach Markt nach Emmersdorf. 14,6 Kilometer, 562 Höhenmeter, 5:00 Stunden
- Etappe 8: von Emmersdorf nach Melk. 9,2 Kilometer, 209 Höhenmeter, 3:00 Stunden
- Etappe 9: von Melk nach Aggsbach Dorf. 16,8 Kilometer, 539 Höhenmeter, 6:00 Stunden
- Etappe 10: von Aggsbach Dorf nach Hofarnsdorf. 16,2 Kilometer, 731 Höhenmeter, 5:30 Stunden
- Etappe 11: von Hofarnsdorf nach Rossatz. 16,8 Kilometer, 741 Höhenmeter, 6:30 Stunden
- Etappe 12: von Rossatz nach Oberbergern. 11,6 Kilometer, 410 Höhenmeter, 4:00 Stunden
- Etappe 13: von Oberbergern nach Mautern. 16,7 Kilometer, 350 Höhenmeter, 5:00 Stunden
- Etappe 14: von Mautern nach Krems. 3,9 Kilometer, 52 Höhenmeter, 1:00 Stunden

Es besteht auch die Möglichkeit, durch das Begehen einer Etappe der Jauerlingrunde zwischen Spitz und Aggsbach-Markt die Gesamtstrecke von 14 auf 12 Etappen abzukürzen. Dadurch können auch die Burgruine Hinterhaus und der Fundort der Venus von Willendorf besichtigt werden.

### Markierung

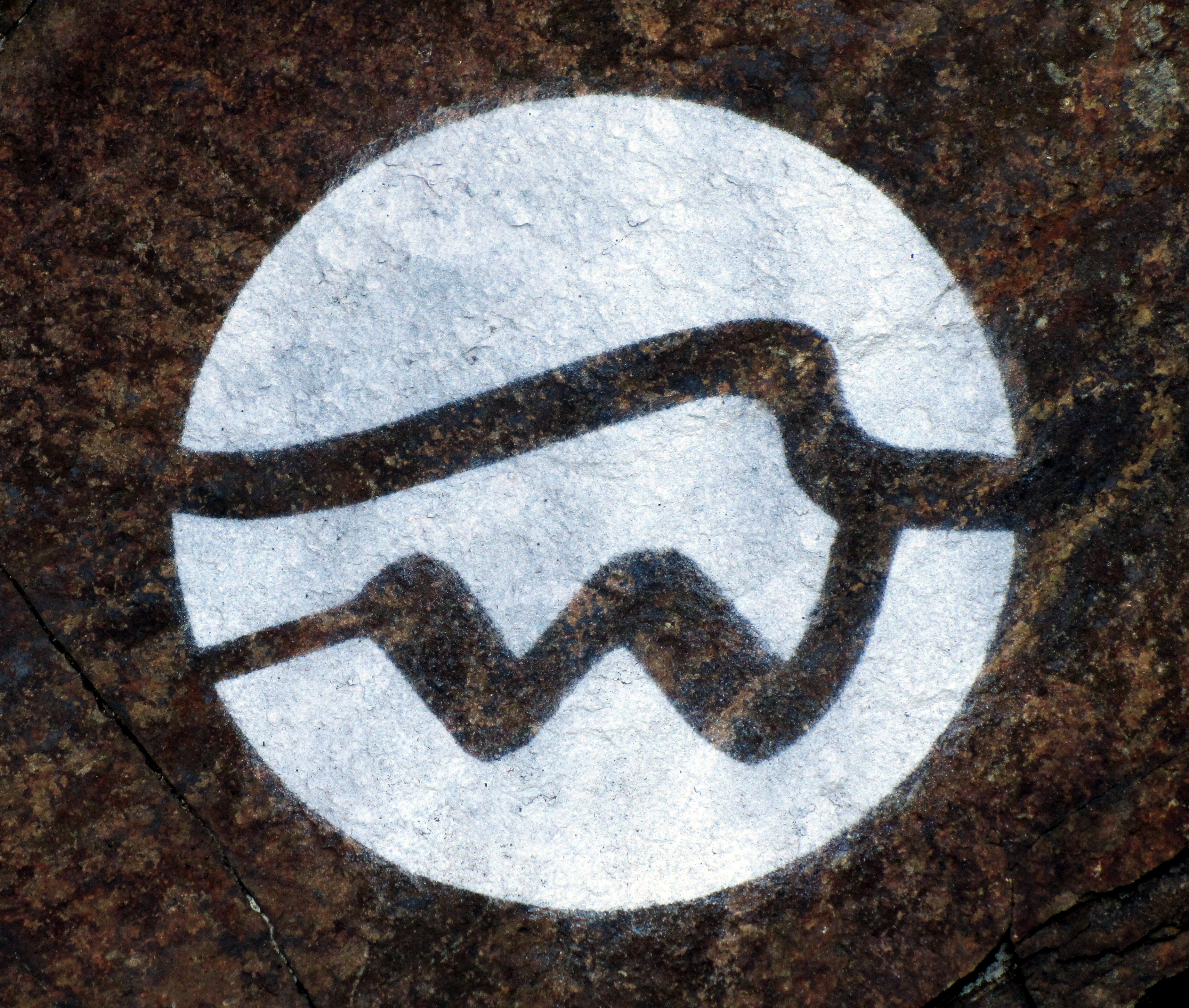
Markierung des Welterbesteigs

Der Weg ist weiß markiert mit einem stilisierten W (für "Wachau" oder "Welterbesteig") im Kreis.
Bei allen Abzweigungen zeigen gelbe Wegweiser die Richtung.
Der Welterbesteig ist in beide Wanderrichtungen markiert. 

## Name und Geschichte

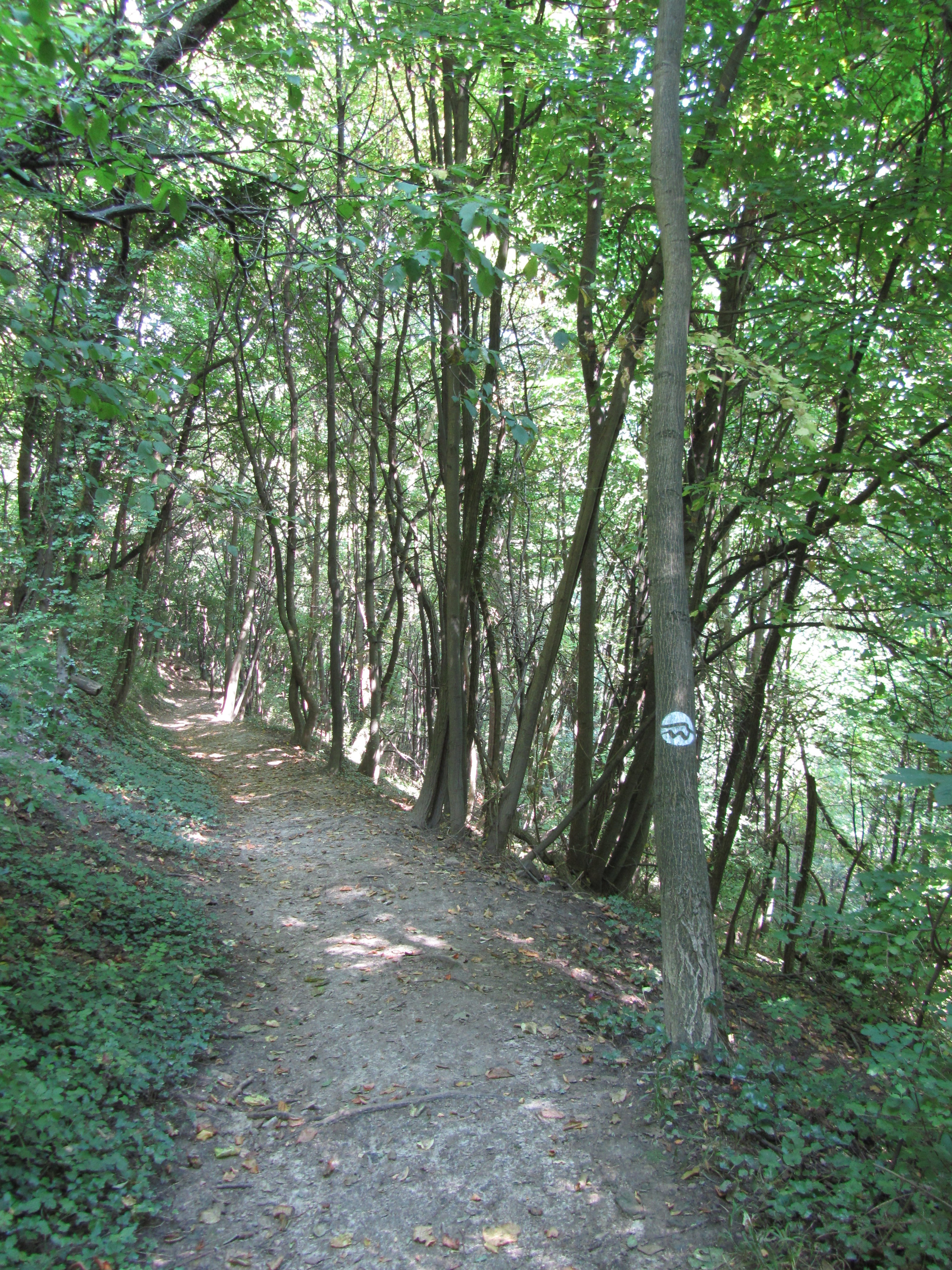
Welterbesteig bei Göttweig

Der Name des Welterbesteigs erinnert daran, dass die Wachau im Jahr 2000 als UNESCO-Welterbe (Weltkultur- und -naturerbe) ausgezeichnet worden ist.
Der Welterbesteig benutzt größtenteils die Trassen bereits bestehender Wanderwege. Die Markierungspflege obliegt dem Österreichischen Alpenverein und dem Österreichischen Touristenklub. Am 26. Mai 2010 wurde der Welterbesteig offiziell eröffnet.

## Sehenswürdigkeiten am Wege
- Stadt Krems an der Donau
- Stein an der Donau
- Stift Dürnstein
- Ruine Dürnstein
- Starhembergwarte
- Weißenkirchen mit Wachaumuseum im Teisenhoferhof
- Spitz mit Rotem Tor, Tausendeimerberg und Schifffahrtsmuseum
- Spitzer Graben
- Mühldorf mit Bäckereimuseum und Burg Oberranna
- Jauerling
- Pfarrkirche Maria Laach
- Donaukraftwerk Melk
- Stift Melk
- Servitenkloster Schönbühel
- Kartause Aggsbach
- Burgruine Aggstein
- Maria Langegg mit Wallfahrtskirche und Wallfahrtsmuseum
- Hofarnsdorf mit Schloss (Privatbesitz)
- Bacharnsdorf mit römischem Burgus, Römerstraße und Türkentor
- Seekopf und Hirschwand
- Rossatz mit Schloss
- Ferdinandswarte
- Stift Göttweig
- Mautern mit Römermuseum